# Campo Redondo
Campo Redondo is een gemeente in de Braziliaanse deelstaat Rio Grande do Norte. De gemeente telt 10.947 inwoners (schatting 2009).

## Aangrenzende gemeenten
De gemeente grenst aan Coronel Ezequiel, Currais Novos, Lajes Pintadas, Santa Cruz, São Tomé en Picuí (PB).